# Organismos Públicos de Investigación

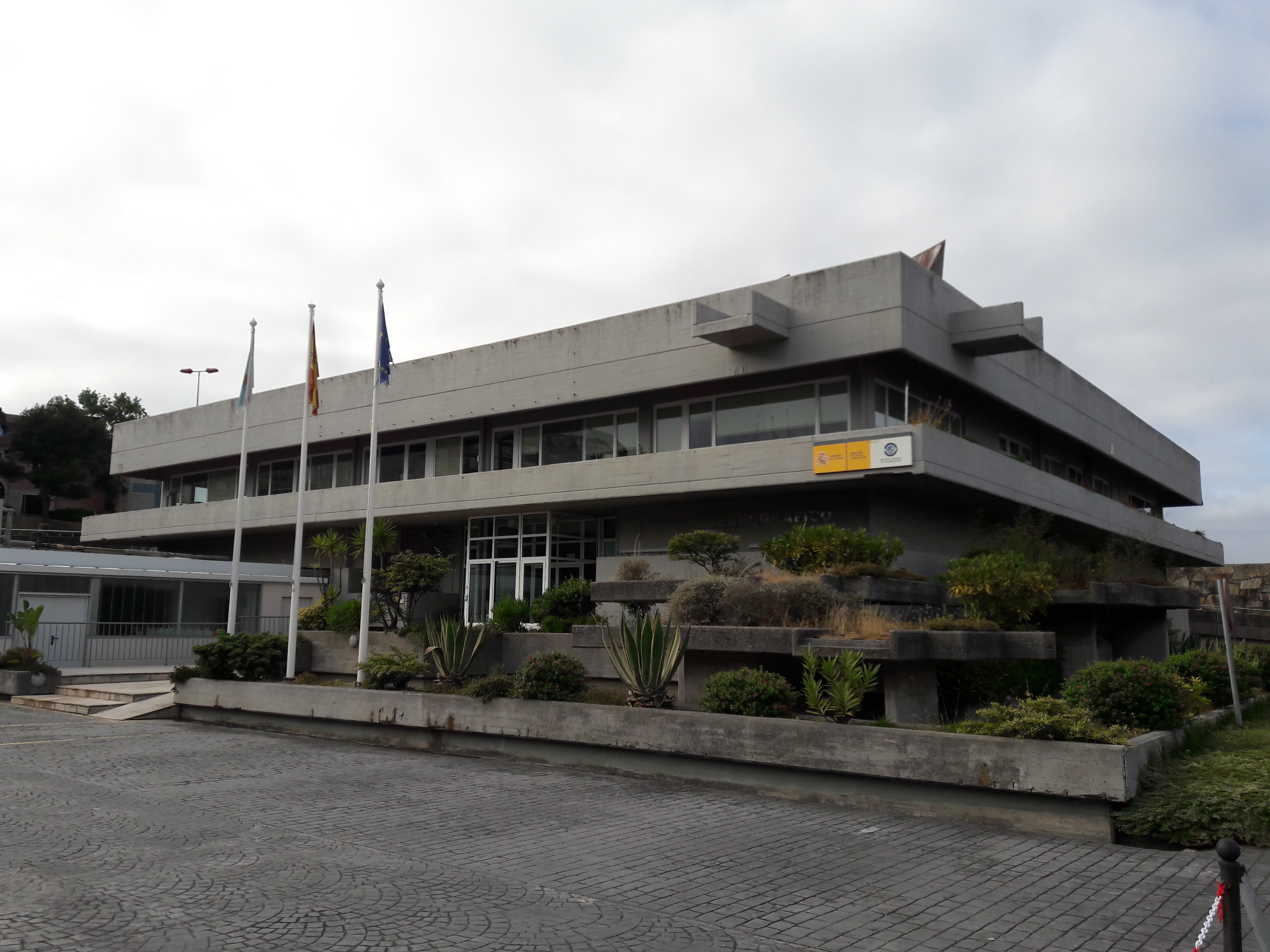
Centro Oceanográfico de La Coruña, del Instituto Español de Oceanografía.

Se denominan Organismos Públicos de Investigación (OPI) de España aquellas instituciones creadas por la Administración General del Estado para la ejecución directa de actividades de investigación científica y técnica y actividades de prestación de servicios tecnológicos.

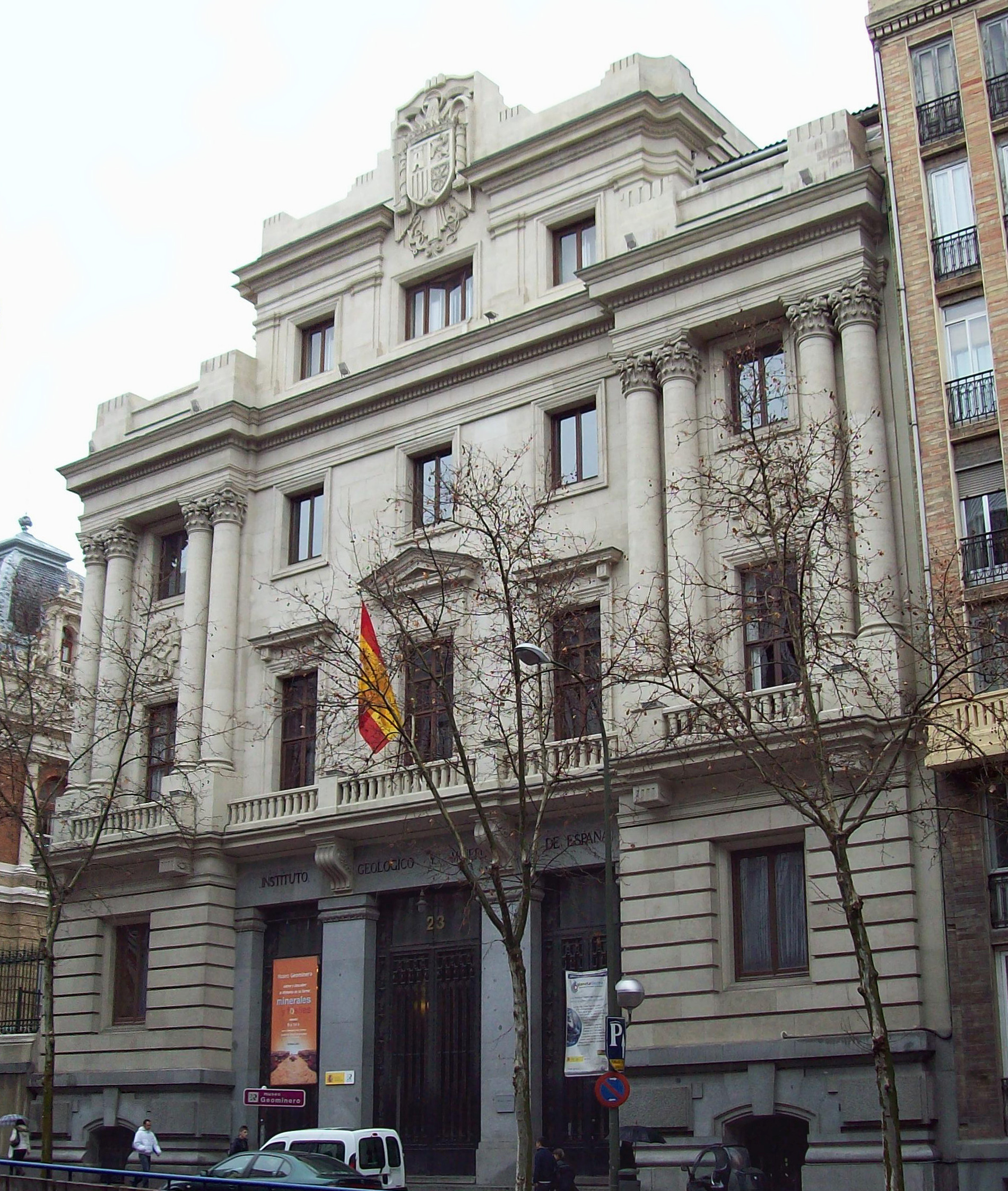
Sede central del Instituto Geológico y Minero de España en Madrid.

Fueron creados de acuerdo con la Ley 13/1986, de 14 de abril, de Fomento y Coordinación General de la Investigación Científica y Técnica (Capítulo II). En la Ley 14/2011, de 1 de junio, de la Ciencia, la Tecnología y la Innovación (BOE núm. 131, de 2 de junio de 2011), se definen como agentes de ejecución del Sistema Español de Ciencia, Tecnología e Innovación (SECTI).

## Funciones
Además de las señaladas en la cabecera del artículo, son competencia de los OPIs aquellas otras actividades de carácter complementario, necesarias para el adecuado progreso científico y tecnológico de la sociedad, que les sean atribuidas por la ley o por sus normas de creación y funcionamiento. Además, el Instituto de Salud Carlos III realizará actividades de financiación de la investigación científica y técnica.

## Objetivos
La ley de fundación establece el marco para el fomento de la investigación científica y técnica y  sus instrumentos de coordinación general, con el fin de contribuir a la generación, difusión y transferencia del conocimiento para resolver los problemas esenciales de la sociedad. El objetivo fundamental es la promoción de la investigación, el desarrollo experimental y la innovación como elementos sobre los que tiene que asentarse el desarrollo económico sostenible y el bienestar social.
Los objetivos generales de la ley fundacional son los siguientes:
- Fomentar la investigación científica y técnica en todos los ámbitos del conocimiento, como factor esencial para desarrollar la  competitividad y la sociedad basada en el conocimiento, mediante a creación de un ambiente económico, social, cultural e institucional favorable al conocimiento y a la innovación.
- Impulsar la transferencia favoreciendo la interrelación de los agentes y proporcionando una eficiente cooperación entre las distintas  áreas del conocimiento y la formación de equipos multidisciplinares.

## OPI de la Administración General del Estado

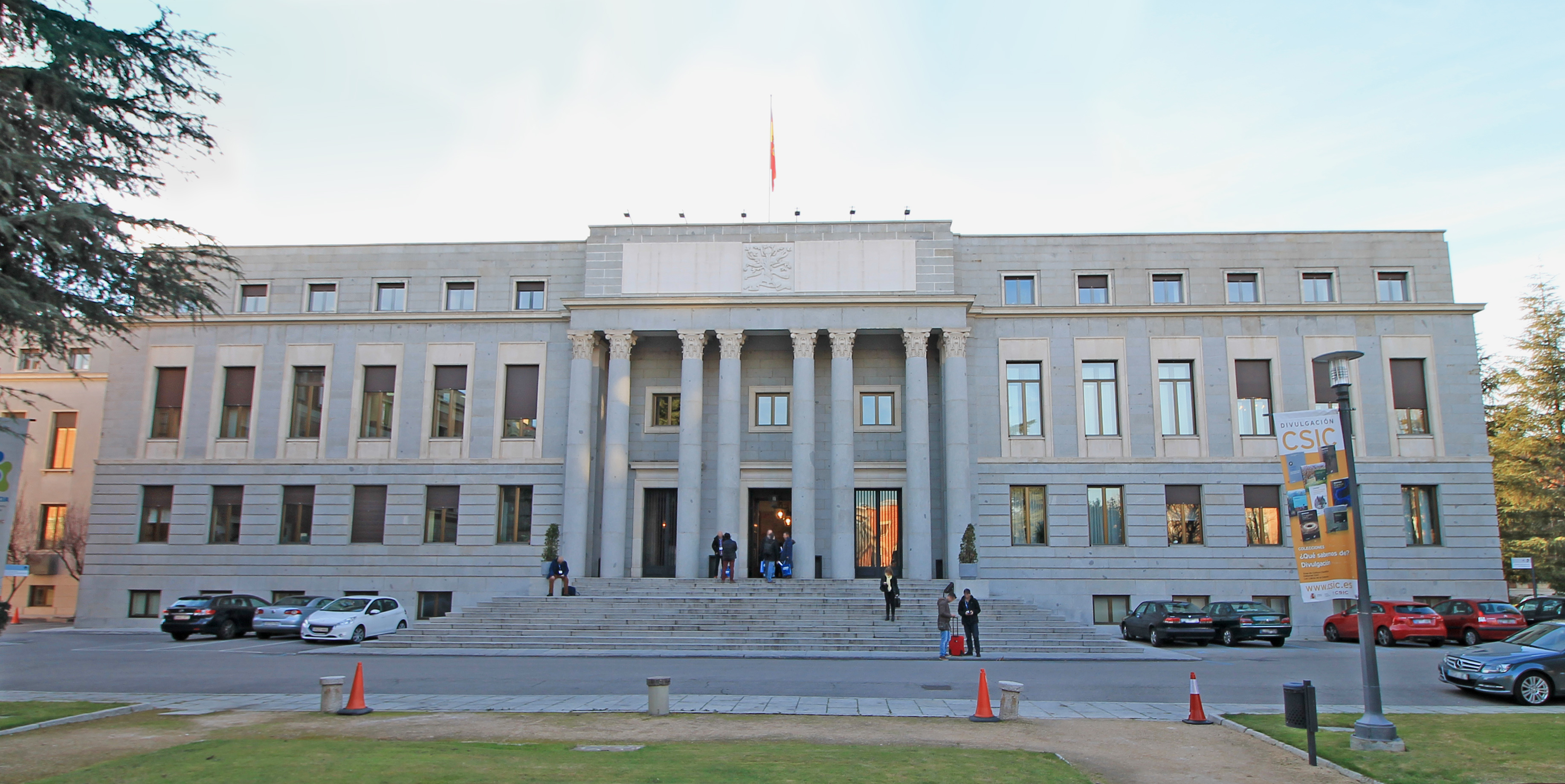
Sede central del Consejo Superior de Investigaciones Científicas en Madrid.

Tienen la condición de Organismos Públicos de Investigación de la Administración General del Estado:
- La Agencia Estatal Consejo Superior de Investigaciones Científicas (CSIC)
- El Instituto de Salud Carlos III (ISCIII)
- El Centro de Investigaciones Energéticas, Medioambientales y Tecnológicas (CIEMAT)
- El Instituto de Astrofísica de Canarias (IAC)
- El  Instituto Nacional de Técnica Aeroespacial (INTA)

El Instituto Español de Oceanografía (IEO), el Instituto Geológico y Minero de España (IGME) y el Instituto Nacional de Investigación y Tecnología Agraria y Alimentaria (INIA), eran OPIs según la Ley de la Ciencia 14/2011, pero pasaron a ser Centros Nacionales del CSIC con el Real Decreto 202/2021, de 30 de marzo, por el que se reorganizan determinados organismos públicos de investigación de la Administración General del Estado y se modifica el Real Decreto 1730/2007, de 21 de diciembre, por el que se crea la Agencia Estatal Consejo Superior de Investigaciones Científicas y se aprueba su Estatuto, y el Real Decreto 404/2020, de 25 de febrero, por el que se desarrolla la estructura orgánica básica del Ministerio de Ciencia e Innovación.
El CSIC, el CIEMAT y el IAC están adscritos al Ministerio de Ciencia e Innovación, el ISCIII al Ministerio de Ciencia e Innovación y al Ministerio de Sanidad, y el INTA al Ministerio de Defensa. 

### Coordinación
El Ministerio de Ciencia e Innovación se encarga de la coordinación de las actuaciones de los OPIs.